# 北里柴三郎記念賞
北里柴三郎記念賞（きたざとしばさぶろうきねんしょう）は、学校法人北里研究所が最も権威のある学術賞として、生命科学領域において優秀な研究業績を有する北里大学内外の研究者個人に対して表彰を行うもの。1987年に創設された。

## 受賞者
- 1988年（第1回） 川内浩司（北里大学教授）
- 1989年（第2回） 小野雅夫（北里大学医学部講師）
- 1990年（第3回） 吉川尭（北里大学獣医畜産学部教授）
- 1991年（第4回） 山田陽城（北里大学大学院感染制御科学府教授 / 北里生命科学研究所所長）
- 1992年（第5回） 受賞者なし
- 1993年（第6回） 受賞者なし
- 1994年（第7回） 黒柳能光（北里大学大学院医療系研究科再生組織工学教授）
- 1995年（第8回） 高井伸二（北里大学獣医畜産学部助教授）
- 1996年（第9回） 馬嶋正隆（北里大学医学部薬理学主任教授）
- 1997年（第10回） 受賞者なし
- 1998年（第11回） 石原和彦（北里大学医療衛生学部教授）
- 1999年（第12回） 馬嶋正隆（北里大学医学部教授）
- 2000年（第13回） 供田洋（北里生物機能研究所副所長）
- 2001年（第14回） 中山哲夫（北里生命科学研究所教授）
- 2002年（第15回） 受賞者なし
- 2003年（第16回） 蔵本博行（北里大学大学院医療系研究科臨床細胞学教授）
- 2004年（第17回） 受賞者なし
- 2005年（第18回） 岡安勲（北里大学医学部大学院医療系研究教授 / 北里大学学長）
- 2006年（第19回） 受賞者なし
- 2007年（第20回） 
  - 白坂哲彦（北里研究所客員部長 / 北里生命科学研究所客員教授）
  - 中江太治（北里基礎研究所抗感染症研究センター 嘱託部長 / 東海大学医学部教授）
- 2008年（第21回） 生方公子（北里大学大学院感染制御科学府 /北里生命科学研究所教授）
- 2009年（第22回） 受賞者なし
- 2010年（第23回） 受賞者なし
- 2011年（第24回） 池田治生（北里生命科学研究所教授 / 北里生命科学研究所副所長）
- 2012年（第25回） 受賞者なし
- 2013年（第26回） 崔龍洙（北里生命科学研究所部長補佐 / 自治医科大学医学部教授）
- 2014年（第27回） 阿部章夫（北里大学大学院感染制御科学府教授）
- 2015年（第28回） 森川裕子（北里生命科学研究所教授）
- 2016年（第29回） 塩見和朗（北里生命科学研究所教授）
- 2017年（第30回） 宝達勉（北里大学獣医学部教授）
- 2018年（第31回） 片桐岳信（埼玉医科大学ゲノム医学研究センター病態生理部門部門長）
- 2019年（第32回） 砂塚敏明（北里生命科学研究所教授）
- 2020年（第33回） 受賞者なし
- 2021年（第34回） 片山和彦（大村智記念研究所教授）
- 2022年（第35回） 高橋昭義（北里大学副学長）
- 2023年（第36回） 三枝信（北里大学医学部主任教授）
- 2024年（第37回） 受賞者なし